# Mốc tọa độ GPS 0001, Việt Nam
Mốc tọa độ quốc gia GPS 0001 Việt Nam.

## Vị trí

Mốc tọa độ khang trang ngày nay

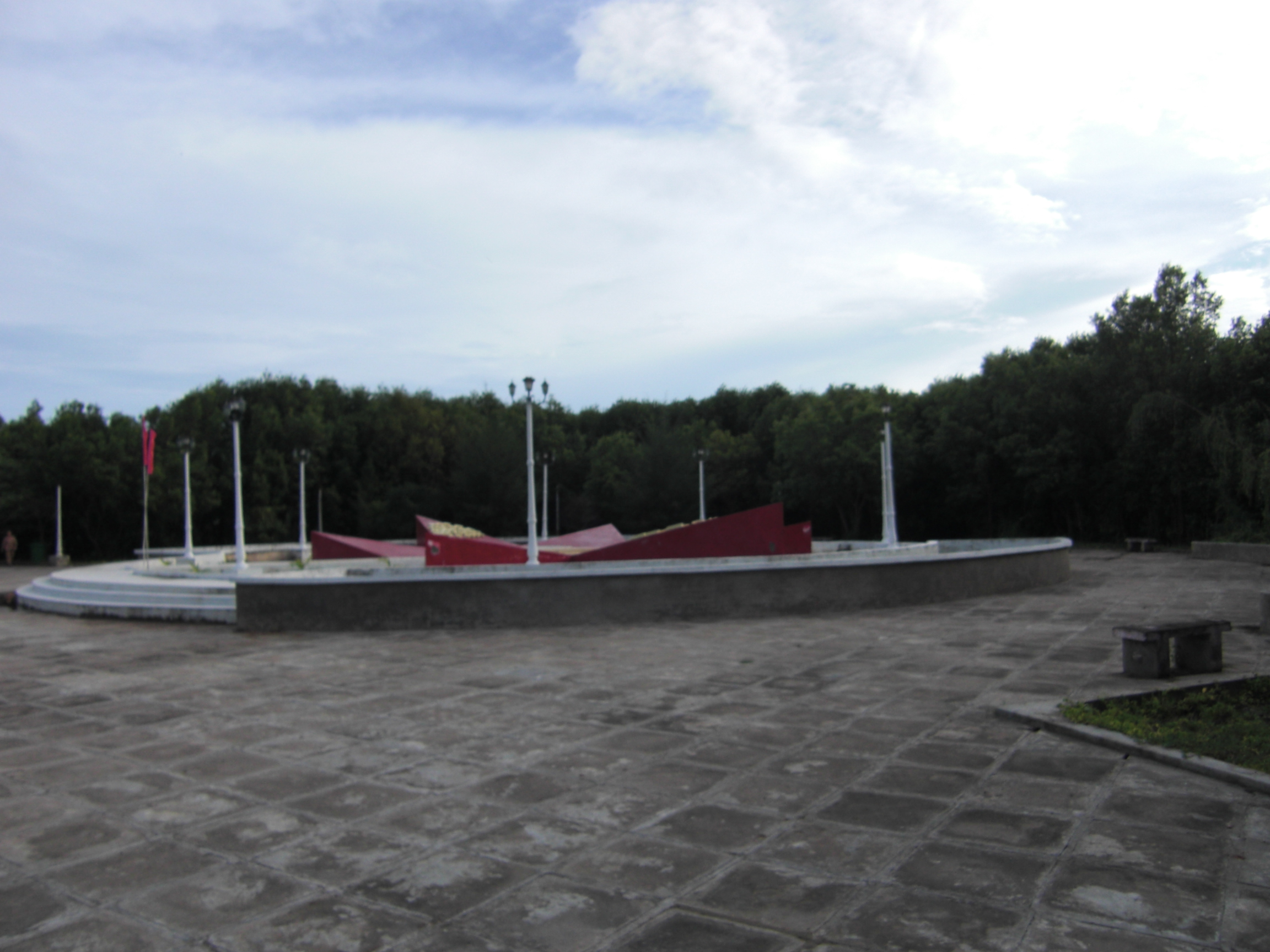
Mốc tọa độ trước đây

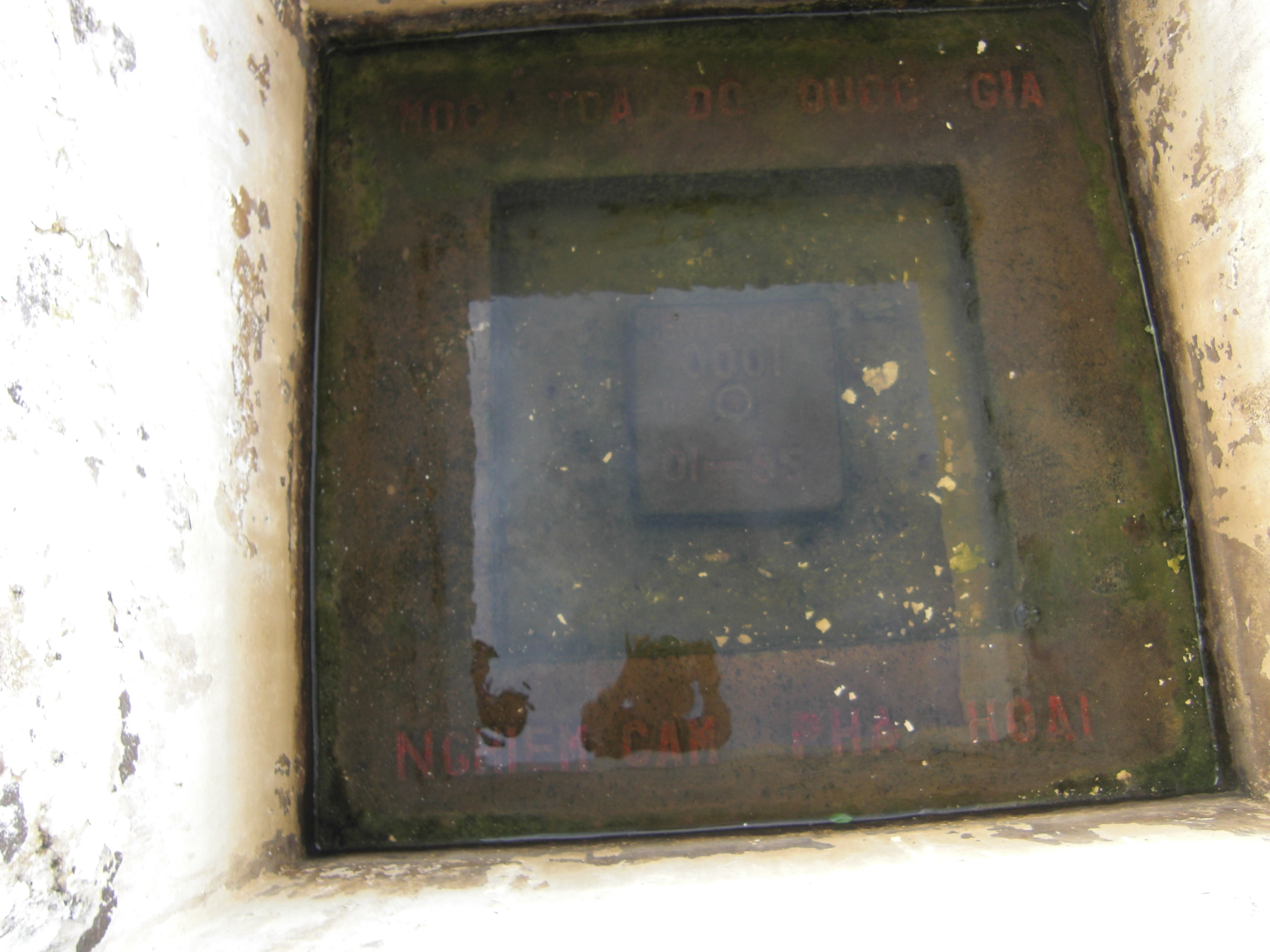
Tâm mốc tọa độ quốc gia GPS 0001

Mốc tọa độ quốc gia GPS 0001 nằm trong khu du lịch sinh thái mũi Cà Mau, thuộc địa phận ấp Mũi, xã Đất Mũi, huyện Ngọc Hiển, tỉnh Cà Mau, cách thành phố Cà Mau 106 km. Mốc tọa độ này được xây dựng vào tháng 1 năm 1995 . Đây là một cột mốc lớn, được xây dựng rất đẹp, có hình dạng ngôi sao sáu cánh ở giữa có một cái đài hình vuông là tâm của cột mốc.
Khuôn viên cột mốc có trồng nhiều cây xanh do các nhà lãnh đạo Đảng và Nhà nước trồng. Ngoài ra, còn có tượng ốc len, cá thòi lòi là những đặc sản của xứ Cà Mau.